# Colchicum variegatum
Colchicum variegatum là một loài thực vật có hoa trong họ Colchicaceae. Loài này được L. miêu tả khoa học đầu tiên năm 1753.